# Daniel Henney
Daniel Phillip Henney (tiếng Hàn: 다니엘 필립 헤니, sinh ngày 28 tháng 11 năm 1979) là một diễn viên và người mẫu của Mỹ, nổi tiếng với những vai diễn trong các bộ phim như Seducing Mr. Perfect (2006), My Father (2007), X-Men Origins: Wolverine (2009), Shanghai Calling (2012), The Last Stand (2013), và Big Hero 6 (2014).
Trong truyền hình, anh rất nổi tiếng khi đóng vai chính trong bộ phim truyền hình Hàn Quốc Spring Waltz và My Lovely Sam Soon loạt phim truyền hình Mỹ Criminal Minds: Beyond Borders.

## Tiểu sử
Henney sinh ra tại thành phố Carson, Michigan trong gia đình mẹ là Christine, người Mỹ gốc Hàn và cha là Philip Henney, một người Mỹ gốc Ai Len. Mẹ ông sinh ra ở Busan, Hàn Quốc và được nhận nuôi bởi một cặp vợ chồng người Đức gốc Đức khi còn là một đứa trẻ sơ sinh. Anh là một cầu thủ bóng rổ của ngôi sao bóng chày tại Carson City-Crystal High School và dẫn dắt Eagles tới chức vô địch khu vực MHSAA Central (CSAA) trong năm cuối trung học.

## Nghề nghiệp
Henney bắt đầu làm người mẫu ở Hoa Kỳ năm 2001 và đã làm việc tại Pháp, Ý, Hồng Kông và Đài Loan trong khi theo học tại trường đại học. Sau khi ra mắt tại Hàn Quốc với một quảng cáo cho "Odyssey Sunrise" của Amore Pacific, anh đã trở thành người phát ngôn cho quảng cáo với Jun Ji-hyun cho máy ảnh Olympus và Kim Tae-hee cho máy điều hòa không khí Klasse của Daewoo Electronics
Mặc dù không nói tiếng Hàn, Henney đã trở thành một cái tên trong gia đình thông qua bộ phim truyền hình nổi tiếng của Hàn Quốc  My Lovely Sam Soon, hay còn gọi là My Name là Kim Sam Soon. Anh đóng vai Dr. Henry Kim, bác sĩ phẫu thuật, người luôn say mê Hee-jin (do Jung Ryeo-won đóng). Sam Soon là bộ phim truyền hình nổi tiếng nhất của Hàn Quốc năm 2005; Mặc dù Henney đã tham gia diễn xuất như một diễn viên phụ, nhưng màn trình diễn và vẻ ngoài của anh đã được chú ý nhiều.
Henney sau đó đã tham gia một bộ phim khác, "Spring Waltz" vào năm 2006. Sau đó anh ấy đã học được ngôn ngữ và xuất hiện trên một số chương trình truyền hình, chẳng hạn như Family Outing.. Henney là một phần của một vụ bê bối học vấn, trong đó nhiều nguồn tin cho biết ông có bằng Cử nhân Kinh tế từ Đại học Illinois ở Chicago, trong khi thực tế ông không có bằng đại học..
Henney đóng vai chính trong bộ phim điện ảnh đầu tiên của anh tại Hàn Quốc, Seducing Mr. Perfect. Bộ phim thứ hai của anh, My Father, đã giành được nhiều giải thưởng tại Hàn Quốc và Henney trở thành người nước ngoài đầu tiên đoạt tất cả các giải thưởng điện ảnh lớn trong thể loại Diễn viên mới xuất sắc nhất.
Trong năm 2009, anh đã miêu tả Agent Zero trong phim X-Men Origins: Wolverine: Wolverine. Vào mùa thu năm 2009, anh đã biểu diễn "Dr. David Lee" trong bộ phim truyền hình CBS Three Rivers.
Năm 2010, Henney trở lại truyền hình Hàn Quốc cho bộ phim The Fugitive: Plan B của đài KBS2, cùng với Rain và nữ diễn viên Lee Na-young.
Từ năm 2012, Henney đã xuất hiện trong một số bộ phim truyền hình Mỹ. Vào năm 2015, anh đóng vai chính trong phim Đặc biệt Agent Matthew Simmons trong bộ phim truyền hình Mỹ Criminal Minds: Beyond Borders, một sự đột phá của Criminal Minds.
Henney được ký kết với DNA Models ở New York dưới sự phân chia của người nổi tiếng.